# William Tummel
William Tummel (født, 5. marts 1892, død 16. november 1977) var en amerikansk assisterende filminstruktør. Han vandt en Oscar for bedste assisterende instruktør i 1934.
Han var assisterende instruktør på 64 filmproduktioner mellem 1925 og 1947. Han blev født i Kansas City, Missouri og døde i Los Angeles, Californien.

## Udvalgte film
- Sibirien (1926)
- En Pige i hver Havn (1928)
- Norden for Lov og Ret (1929)
- Cavalcade (1933)
- Præsidentens Kurér (1937)
- Hvis jeg var konge (1938)
- Min søn, min søn (1940)
- De små ræve (1941)
- Professoren og korpigen (1941)
- At være eller ikke være (1942)
- I Tvivlens Skygge (1943)
- Vestens store kup (1947)